# Галик, Томаш
Томаш Галик (чеш. Tomáš Halík; род. 1 июня 1948 года, Прага) — чешский философ и богослов, католический священник. Профессор Пражского университета. Лауреат Темплтоновской премии, почётный доктор Оксфорда.

## Биография
Родился в семье Miroslava Halíka (1901–1975) и его жены Marie Halíkové (урождённая Wimmerové, 1904–1986).
Изучал социологию и философию в Праге в Карлов университете и в Бангоре, Великобритания. Во время коммунистического правления в Чехословакии Галику запретили преподавать, и он работал в разных местах, будучи даже психотерапевтом для наркоманов и алкоголиков. Самостоятельно и тайно изучал теологию, в итоге в 1978 году был рукоположен в ГДР в сан католического священника. До 1989 года он принимал участие в так называемой «подпольной церкви»; в 1980-х годах он был ближайшим соратником кардинала Франтишека Томашека. В более поздние годы был одним из советников экс-президента Чехии Вацлава Гавела.
Профессор социологии религии Пражского университета.
Томаш Галик является членом многочисленных научных обществ, в том числе таких, как European Society for Catholic Theology, International Society for the Psychology of Religion и Washington-based Czechoslovak Society for Science and the Arts.

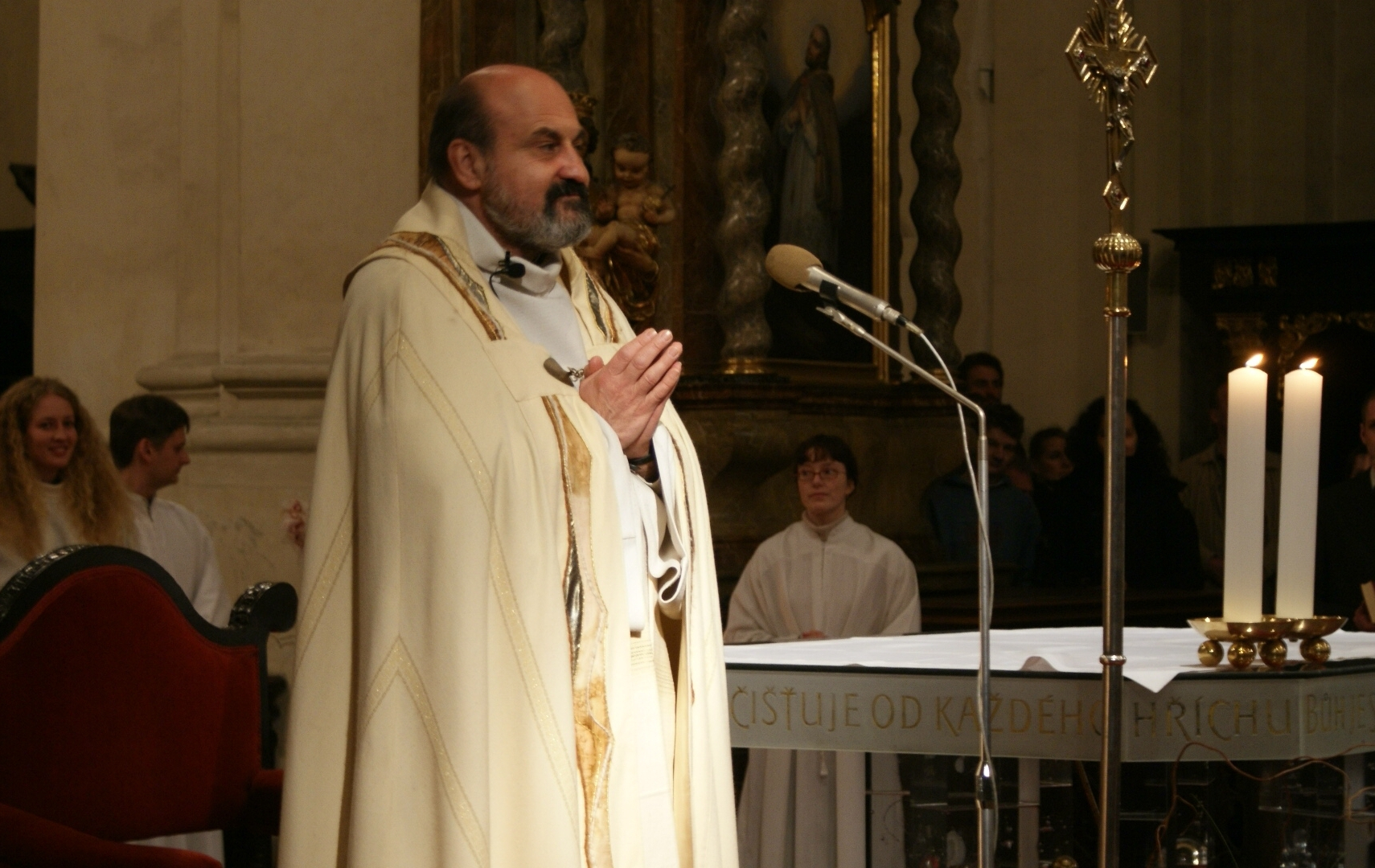
Т. Галик служит мессу в Церковь Святого Сальватора в Праге

В 2010 году его книга «Вблизи от далеких» (чеш. Vzdáleným nablízku, англ. Patience with God) была признана в США книгой месяца общества Catholic Book Club. Она же была удостоена почетной премии за лучшую теологическую книгу Европы за 2009 и 2010 годы.
Галик является лауреатом многих премий, включая Темплтоновскую. Почётный доктор Оксфорда (2016).